# Hallmundarhraun

Vue du Hallmundarhraun.

Le Hallmundarhraun est un champ de lave en Islande.
Il date vraisemblablement de la fin du VIIIe siècle, avant la colonisation de l'Islande. Le nom est tiré de Hallmundur, personnage vivant dans les parages des cascades et cité dans les sagas.